# Сицилійський метод

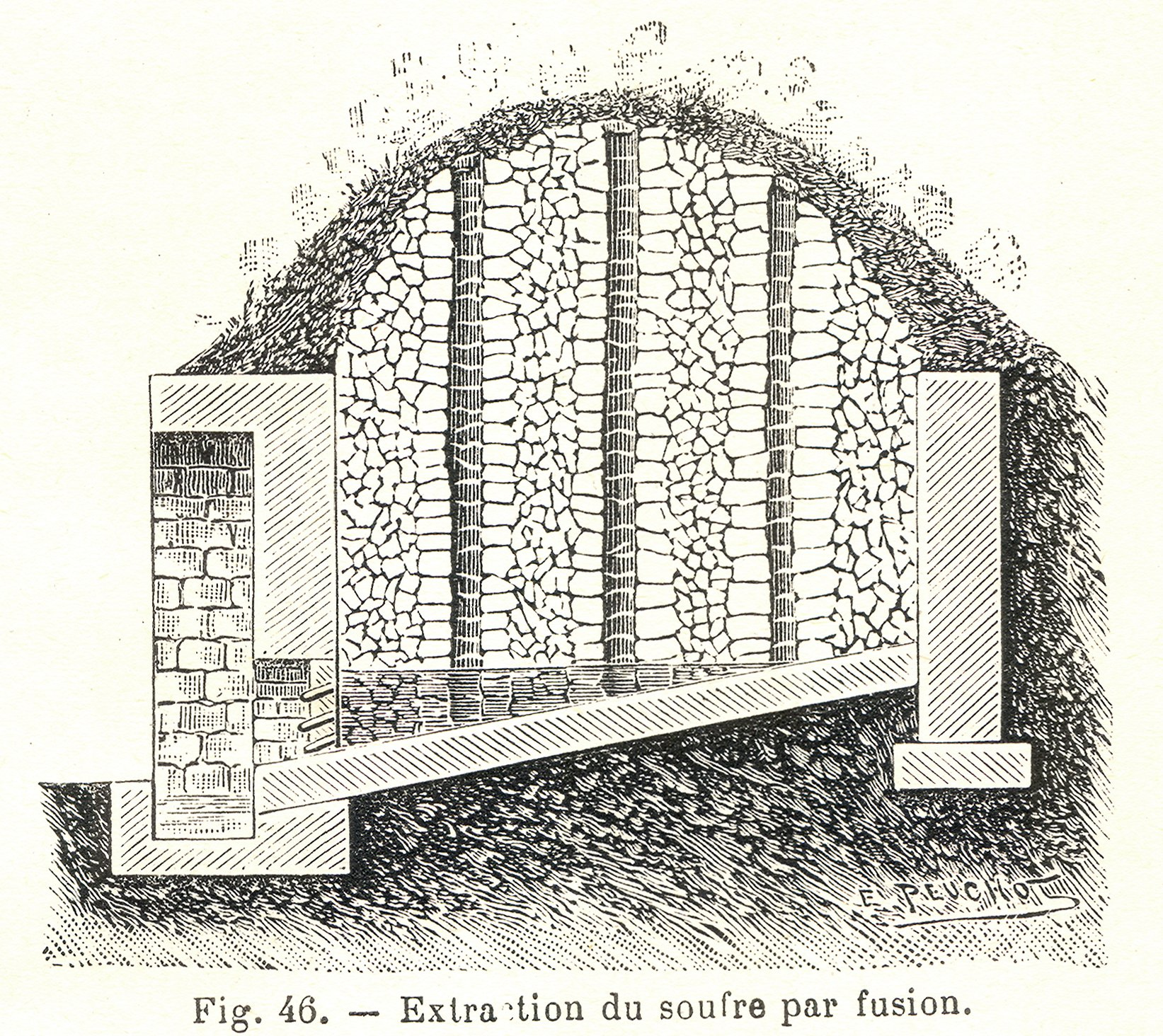
Сицилійський метод

Сицилійський метод — один із перших способів вилучення сірки з підземних родовищ. Це був єдиний промисловий метод вилучення сірки з елементарних відкладень, доки його не замінив процес Фраша. Більша частина сірки у світі отримувалась таким чином до кінця 19 століття.
У сирому вигляді руди складали в курган і запалювали. Напівчиста сірка стікала вниз, а затверділа маса збиралася на нижчому рівні. Свою назву він отримав від центру виробництва сірки до 19 століття, коли його замінили процес Фраша.

## Варіант реалізації
Сірчану руду виносили вручну з шахт і поміщали в пожежні ями. Камені нагріваються, щоб відокремити сірку від інших її елементів. Метод відносно неефективний, оскільки значна частина сірки згоряє замість плавлення. Існує також велика кількість забруднень, що надходять від сірчаного ангідриду. Сірка з температурою плавлення 115 °С нагрівається до тих пір, поки вона не розплавиться і не буде текти вниз під дією сили гравітації. У міру віддалення від джерела тепла вона знову затвердіває і збирається. Отримана сірка не дуже чиста. Сицилійський метод пройшов чотири різні фази вдосконалення. Перші два були основними методами, що застосовувались на Сицилії.